# Miasota
Miasota (biał. Мясата; ros. Мясота) – wieś na Białorusi, w obwodzie mińskim, w rejonie mołodeckim, w sielsowiecie Miasota. Do 2015 centrum administracyjne sielsowietu Miasota.
Znajdują się tu parafialna cerkiew prawosławna pw. św. Dymitra Sołuńskiego, a także przystanek kolejowy Miasota na linii Mińsk – Mołodeczno.

## Historia
Dawniej wspólną nazwą Miasota określano wieś, folwark i zaścianek szlachecki. Dobra miasockie należały do polskich rodów Zbaraskich, potem Ogińskich. W końcu XIX wieku wieś liczyła 228 mieszkańców, folwark – 20, a zaścianek – 11. Wieś magnacka położona była w końcu XVIII wieku w powiecie mińskim województwa mińskiego.
W 1796 roku w miejscowości tej przyszedł na świat Tomasz Zan – polski poeta, badacz minerałów i przyrodnik. Urodził się tam także i umarł polski krytyk literacki Aleksander Tyszyński (1811–1880).
W czasach zaborów wieś, folwark i zaścianek w gminie Krasnesioło, w powiecie wilejskim, w guberni wileńskiej Imperium Rosyjskiego. W 1865 roku należał do dóbr Świeczki, własność Kurowskich.
W latach 1921–1945 wieś leżała w Polsce, w województwie wileńskim, w powiecie wilejskim, od 1927 roku w powiecie mołodeczańskim, w gminie Kraśne.
Według Powszechnego Spisu Ludności z 1921 roku zamieszkiwało:
- wieś – 569 osób, 6 było wyznania rzymskokatolickiego a 563 prawosławnego. Jednocześnie 6 mieszkańców zadeklarowało polską, 560 białoruską a 3 rosyjską przynależność narodową. Były tu 94 budynki mieszkalne[7]. W 1931 w 105 domach zamieszkiwało 590 osób[8].
- folwark – 41 osób, 22 było wyznania rzymskokatolickiego a 19 prawosławnego. Jednocześnie wszyscy mieszkańcy zadeklarowali polską przynależność narodową. Było tu 6 budynków mieszkalnych[7]. W 1931 w 5 domach zamieszkiwało 57 osób[8].

Wierni należeli do parafii rzymskokatolickiej i prawosławnej w Kraśnem. Miejscowość podlegała pod Sąd Grodzki w Kraśnem i Okręgowy w Wilnie; właściwy urząd pocztowy mieścił się w Kraśnem.
W wyniku napaści ZSRR na Polskę we wrześniu 1939 miejscowość znalazła się pod okupacją sowiecką. 2 listopada została włączona do Białoruskiej SRR. Od czerwca 1941 roku pod okupacją niemiecką. W 1944 miejscowość została ponownie zajęta przez wojska sowieckie i włączona do Białoruskiej SRR.
Od 1991 w składzie niepodległej Białorusi.
W 1796 roku w miejscowości tej przyszedł na świat Tomasz Zan – polski poeta, badacz minerałów i przyrodnik. Urodził się tam także i umarł polski krytyk literacki Aleksander Tyszyński (1811–1880).